# Edificio Roentgen
El Edificio Roentgen es un moderno palacio de oficinas de Milán en Italia situado en el nº.1 de la via Guglielmo Roentgen.

## Historia
El palacio, inaugurado en el 2008 como nuevo edificio de oficinas de la Universidad Bocconi, es obra del estudio irlandés Grafton dirigido por las arquitectas Yvonne Farrell y Shelley McNamara, ganadoras del concurso específicamente convocado en el 2001. El edificio ha ganado el premio World Buiding of the Year 2008.

## Descripción
Las fachadas del palacio sobre el viale Bligny y la vía Guglielmo Roentgen se muestran imponentes y casi no tienen ventanas. El edificio sigue desarrollándose hacia el interior del terreno con una sucesión de bloques y patios. La planta baja, abierta a los peatones, se presenta como una especie de plaza cubierta.